# 小行星4651
小行星4651（英語：4651 Wongkwancheng）是一颗围绕太阳公转的小行星。1957年10月31日，紫金山天文台在南京发现了此天体。
这颗小行星的绝对星等为237.1112139736033等。